# 시버어
시버어(Sibe, Xibe, 시버어: ᠰᡳᠪᡝ ᡤᡳᠰᡠᠨ sibe gisun)는 중국 신장 위구르 자치구의 소수민족인 시버족이 사용하는 퉁구스어족 언어이다.

## 개요
시버족은 청대에 만주에서 서북 변방을 지키기 위하여 파견된 군인들의 후손으로 추정되며, 때문에 시버어는 만주어와 매우 유사하다. 또한 시버어의 문자 역시 만주 문자를 변형한 것이다.
신장 위구르 자치구 북부의 이리 카자흐 자치주 이리사범학교에서 제2언어로 가르치고 있으며, 사용인구는 약 3만 명으로 거의 사멸된 만주어의 화자수보다 많다.

## 음운
시버어는 만주어와 상호 이해가 가능하지만, 6개의 모음 음소르 갖는 만주어와 달리 시버어에는 8개의 변별적인 모음 음소가 있는 것으로 보고되었다. 만주어와의 차이점으로는 형태론적 차이 외에도 더욱 복잡한 모음조화 체계를 지니고 있다.

### 자음
|        |        | 양순음 | 치경음 | 권설음 | 치경구개음 | 연구개음 | 구개수음 |
| ------ | ------ | ------ | ------ | ------ | ---------- | -------- | -------- |
| 파열음 | 무기   | p      | t      |        |            | k        | q        |
| 파열음 | 유기   | pʰ     | tʰ     |        |            | kʰ       | qʰ       |
| 파찰음 | 무기   |        | ts     | ʈʂ     | tɕ         |          |          |
| 파찰음 | 유기   |        | tsʰ    | ʈʂʰ    | tɕʰ        |          |          |
| 마찰음 | 무성   | f      | s      | ʂ      | ɕ          | x        | χ        |
| 마찰음 | 유성   | v      |        | ʐ      |            |          |          |
| 비음   | 비음   | m      | n      |        |            | ŋ        |          |
| R음    | R음    |        | r      |        |            |          |          |
| 접근음 | 접근음 | w      | l      |        | j          |          |          |

- 마찰음 /x, χ/은 공명음 뒤에서 종종 유성음 [ɣ, ʁ]으로 실현된다.
- /s, ɕ/는 어중에서 종종 유성음 [z, ʑ]으로 실현된다.
- /m/는 /v/에 선행할 때 순치음 [ɱ]으로 실현될 수 있다.

### 모음
|          | 전설 | 전설 | 중설 | 후설 |
| -------- | ---- | ---- | ---- | ---- |
| 고모음   | i    | y    |      | u    |
| 중모음   |      |      | ə    | o    |
| 중저모음 | ɛ    | œ    |      |      |
| 저모음   |      |      | a    |      |

- /œ/, /ə/, /o/의 변이음은 [ø], [ɤ], [ɔ]이다.[5]

## 표기 체계
시버어는 만주 문자를 개량한 시버 문자를 사용해 표기된다. 시버 문자는  몇 단어의 철자 순서가 다르거나, 만주어의 131음절에 비해 13음절이 적거나, 만주어에는 없는 음절 (wi, wo, wu)가 있는 등, 만주 문자와는 차별점이 있다.
다음 표는 시버 문자와 만주 문자에서 차이를 보이는 글자를 나타낸다. 파란색은 만주어와 다른 형태의 글자, 녹색은 만주 문자와 다른 유니코드 코드를 할당받은 것이다.
| 글자 | 글자 | 글자 | 글자 |  | 전사 (묄렌도르프/압카이/CMCD) | 유니코드 인코딩 | 설명 |
| 단독 | 어두 | 어중 | 어말 |  | 전사 (묄렌도르프/압카이/CMCD) | 유니코드 인코딩 | 설명 |
| ---- | ---- | ---- | ---- |  | ----------------------------- | --------------- | --- |
| ᡞ    | ᡞ᠊   | ᠊ᡞ᠊  | ᠊ᡞ   |  | i                             | 185E            | 두 번째 열의 형태는 모음 뒤에서 나타난다.세 번째 열의 형태는 b, p와 여성 k, g, h에서 나타난다. 네 번째 열의 형태는 dz/z 뒤에서 나타난다. |
| ᡞ    | ᡞ᠊   | ᠊ᡞ᠋᠊  | ᠊ᡞ   |  | i                             | 185E            | 두 번째 열의 형태는 모음 뒤에서 나타난다.세 번째 열의 형태는 b, p와 여성 k, g, h에서 나타난다. 네 번째 열의 형태는 dz/z 뒤에서 나타난다. |
| ᡞ    | ᡞ᠊   | ᡞ᠌᠊   | ᠊ᡞ᠋   |  | i                             | 185E            | 두 번째 열의 형태는 모음 뒤에서 나타난다.세 번째 열의 형태는 b, p와 여성 k, g, h에서 나타난다. 네 번째 열의 형태는 dz/z 뒤에서 나타난다. |
| ᡞ    | ᡞ᠊   | ᡞ᠌᠊   | ᠊ᡞ᠌   |  | i                             | 185E            | 두 번째 열의 형태는 모음 뒤에서 나타난다.세 번째 열의 형태는 b, p와 여성 k, g, h에서 나타난다. 네 번째 열의 형태는 dz/z 뒤에서 나타난다. |
|      |      | ᠊ᡡ᠊  | ᠊ᡡ   |  | ū/v/uu                        | 1861            | 남성 k, g, h 뒤에서만 나타난다. |
| ᡢ    |      | ᡢ᠊   | ᠊ᡢ   |  | ng                            | 1862            | 음절말에서만 나타난다. |
| ᡣ    | ᡣ᠊   | ᠊ᡣ᠊  |      |  | k                             | 1863            | 첫 번째 열의 형태는 a, o, ū 앞에서 나타난다. 세 번째 열의 형태는 e, i, u 앞에서 나타난다. 두 번째 열의 형태는 음절말에서 나타난다.       |
| ᡣ    |      | ᠊ᡣ᠋᠊  | ᠊ᡣ   |  | k                             | 1863            | 첫 번째 열의 형태는 a, o, ū 앞에서 나타난다. 세 번째 열의 형태는 e, i, u 앞에서 나타난다. 두 번째 열의 형태는 음절말에서 나타난다.       |
| ᡣ    | ᡣ    | ᠊ᡴ᠌᠊  |      |  | k                             | 1863            | 첫 번째 열의 형태는 a, o, ū 앞에서 나타난다. 세 번째 열의 형태는 e, i, u 앞에서 나타난다. 두 번째 열의 형태는 음절말에서 나타난다.       |
| ᡪ᠊   | ᠊ᡪ᠊  |      |      |  | j/j/zh                        | 186A            | Only appear in the first syllable |
| ᠷ    | ᠷ᠊   | ᠊ᠷ᠊  | ᠊ᠷ   |  | r                             | 1837            | 시버어 고유어에는 어두 r이 존재하지 않는다.                                                                                              |
| ᡫ    | ᡫ᠊   | ᠊ᡫ᠊  |      |  | f                             | 186B            | 시버 문자의 f는 만주 문자와 달리 한 가지 형태만을 갖는다.                                                                                |
| ᠸ    | ᠸ᠊   | ᠊ᠸ᠊  |      |  | w                             | 1838            | a, e, i, o, u앞에서 나타날 수 있다. |
| ᡲ    | ᡲ᠊   | ᠊ᡲ᠊  |      |  | j/j''/zh                      | 1872            | jy는 중국어 차용어를 표현하는 데 쓰인다. (한어병음 zhi)                                                                                  |

찹찰 신문(ᠴᠠᠪᠴᠠᠯ ᠰᡝᡵᡴᡳᠨ cabcal serkin)과 같은 시버어 신문은 시버 문자로 작성된다.

## 어휘
시버어의 일반적인 어휘와 구조는 만주어만큼 중국어의 영향을 받지는 않았다. 그러나 시버어는 근현대에 사회의 변화과 과학기술의 진보 등의 수요에 따라 ᡩᠠᠰᡥᠠᠯᠠᠨ dashalan 혁명, ᡳᡵᡤᡝᠵᡝᠨ irgejen 민주, ᡴ᠋ᠣᡨᠠᠴᡳᠨ k'otacin 과학 등의 신어가 만들어졌으며, ᠵᡠᠰᡳ jusi 주석(主席), ᠵᡳᠩᠵᡳ jingji 경제 등 중국어로부터 차용해온 단어도 있다.
또 러시아어의 영향도 있으며 konsul (консул, 집정관)과 mashina (машина, 미싱기계) 등의 단어에서 나타난다. 튀르크어족 언어의 영향을 받은 소수 사례는 주로 문화 용어에서 나타나는데, 위구르어로부터 namas (이슬람 연회), 카자흐어로부터 baige (경마)를 차용한 것이 그 예시이다.